# Football Club Platinum
Ne doit pas être confondu avec le Platinum Football Club, un club saint-lucien de football.
Maillots
Actualités
Le Football Club Platinum est un club zimbabwéen de football basé à Zvishavane. Lizwe Sweswe est l'entraineur.

## Histoire
Fondé en 1995 sous le nom de Mimosas Football Club, le club change de nom en 2010, année de sa promotion en première division. Pour sa première saison parmi l'élite, en 2011, le FC Platinum manque de peu d'obtenir le titre de champion, puisqu'il n'est devancé par le club de Dynamos FC qu'à la différence de buts. Cette deuxième place lui permet tout de même de se qualifier pour la Ligue des champions de la CAF 2012. Après une deuxième année terminée en milieu de classement, Platinum enchaîne deux quatrièmes places en championnat avec surtout son premier titre national en 2014 : la victoire en Coupe du Zimbabwe. Ce premier trophée lui ouvre les portes de la Coupe de la confédération 2015. En 2017, le club est sacré pour la première fois en championnat.
Le FC Platinum compte deux participations continentales à son actif. En 2012, lors de la Ligue des champions, le club élimine les Swazilandais de Green Mamba FC avant d'être sorti par l'équipe soudanaise d'Al Merreikh Omdurman.

## Palmarès
- Championnat du Zimbabwe (4) : 
  - Champion en 2017, 2018, 2019, 2021-22
  - Vice-champion en 2011, 2016

- Coupe du Zimbabwe : (2)
  - Vainqueur en 2014 et 2021
  - Finaliste en 2016

- Supercoupe du Zimbabwe : (4)
  - Vainqueur en 2017, 2018, 2019 et 2022